# Ulotrichopus catocala
Ulotrichopus catocala är en fjärilsart som beskrevs av Felder 1874. Ulotrichopus catocala ingår i släktet Ulotrichopus och familjen nattflyn. Inga underarter finns listade i Catalogue of Life.